# Castelo Aldford
O Castelo de Aldford é um castelo de mota na aldeia de Aldford em Cheshire.
A origem e as datas de construção do castelo são incertas. Acredita-se que foi originalmente uma construção de terra e madeira, provavelmente erguida por Robert de Alford em meados do século XII, na época de Henrique II.No entanto, faltam evidências arqueológicas da data e pode ter sido significativamente anterior, pois há algumas fontes que afirmam que o castelo havia sido construído muito antes, já que seu comando foi entregue a Robertus, um dos descendentes de Bigod em 1160. Um dos primeiros registros escritos estabelece que foi na posse de Richard de Alford no início do século XIII e, após sua morte em 1213, da família de John de Aderne, que provavelmente se casou com a filha de Alford, Margaret. Descobertas arqueológicas mostram que foi reconstruída em pedra como uma concha manter castelo no século XIII. O propósito do castelo parece ter sido como uma fortificação defensiva contra as tribos galesas hostis. Há algum debate sobre se o castelo, as terras e o título foram hereditários ou concedidos devido ao serviço militar. Algumas fontes até sugerem que, até 1224, os proprietários tiveram que pagar pelo aluguel do castelo.
O local é um Monumento Agendado.